# Heinrich Otto Kalk
Heinrich Otto, kurz Heinz Kalk (* 1. Juli 1895 in Frankfurt am Main; † 4. Februar 1973 in Kassel) war ein deutscher Internist, Hepatologe und Hochschullehrer.

## Leben
Kalk wurde nach dem Abitur im Ersten Weltkrieg Offizier bei der Artillerie. Er studierte Medizin an der Philipps-Universität Marburg, der Johann-Wolfgang-Goethe-Universität Frankfurt am Main und der Albert-Ludwigs-Universität Freiburg und legte 1921 sein Staatsexamen ab. In Marburg wurde er im Jahr 1914 Mitglied der Burschenschaft Alemannia, in Freiburg trat er 1918 der Burschenschaft Franconia bei. 1921 promovierte er und war zunächst Assistenzarzt an der Frankfurter Chirurgischen und Medizinischen Klinik. 1927/28 ging er an die II. Medizinischen Universitätsklinik der Charité, wo er Oberarzt wurde und bis 1934 blieb. Im Jahr 1928 habilitierte er und lehrte als Privatdozent an der Berliner Universität, der heutigen Humboldt-Universität. 1933 wurde Kalk dort Professor für Innere Medizin, 1934 Direktor der II. Inneren Abteilung im damaligen Horst-Wessel-Krankenhaus, dem heutigen Krankenhaus im Friedrichshain. Bahnbrechend war das von ihm entwickelte und dort 1936 vorgestellte Verfahren der Bauchspiegelung, mit der Internisten erstmals die Möglichkeit erhielten, den Bauchraum diagnostisch direkt sichtbar zu machen.
Am 14. Dezember 1937 beantragte Kalk die Aufnahme in die NSDAP und wurde rückwirkend zum 1. Mai desselben Jahres aufgenommen (Mitgliedsnummer 5.585.229). Er gehörte auch dem NS-Ärztebund an. Als begeisterter Privatpilot wurde er Mitglied des NS-Fliegerkorps und erreichte dort den Rang eines Oberführers.
Im Zweiten Weltkrieg diente Kalk als Oberstarzt und beratender Internist bei der Luftwaffe. Auf dienstlichen Flugreisen saß er dabei oft selbst am Steuerknüppel, so flog er beispielsweise persönlich die letzte Sanitätsmaschine aus dem Kessel von Stalingrad heraus. Kalk behandelte als Arzt auch Generalfeldmarschall Erhard Milch. Eugen Haagen gab in einer Aussage vom 26. Januar 1965 an, dass er mit Heinz Kalk, Ludwig Zukschwerdt und Franz Büchner während der Kriegszeit im Rahmen der Hepatitisforschung zusammengearbeitet hat.
Nach Kriegsende war er von 1946 bis 1947 Leitender Arzt im Städtischen Krankenhaus in Berlin-Hohengatow, von 1948 bis 1949 der Zentralkliniken in Göppingen und in den Jahren 1949 bis 1963 des Stadtkrankenhauses Möncheberg in Kassel. An der Universität Göttingen war Kalk ab 1955 als Honorarprofessor tätig. Nach seiner Pensionierung als Arzt im öffentlichen Dienst gründete er 1963 in Bad Kissingen eine private hepatologische Fachklinik, deren Leitung er bis 1971 innehatte. Kalks wissenschaftliche Reputation gründete auf zahlreichen Arbeiten über Magen-, Darm-, Leber-, Gallenblase- und Bauchspeicheldrüsenerkrankungen. Rudolf Caracciola und Pius XII., der Kalk aus seiner Zeit als Nuntius in Berlin kannte, ließen sich bei Kalk behandeln, wobei der Papst den Protestanten Kalk inkognito konsultierte. 1952 rief ihn die argentinische Regierung ans Krankenbett der Präsidentengattin Evita Peron, er konnte der Todkranken aber wie seine gleichfalls zugezogenen Kollegen Hans Hinselmann und Paul Uhlenbruck nicht mehr helfen. Zu seinen Schülern zählte u. a. Valentin Argirov.

## Ehrungen
Zahlreiche in- und ausländischen medizinische Gesellschaften machten Kalk zum Ehrenmitglied. 1960 wurde ihm das Große Bundesverdienstkreuz verliehen. Die Ernst-von-Bergmann-Plakette für Verdienste um die ärztliche Fortbildung erhielt er 1963, den Wappenring der Stadt Kassel 1970. Sein nach ihm benanntes Heinz-Kalk-Krankenhaus in Bad Kissingen wurde später von der Rhön-Klinikum AG übernommen und Anfang des Jahres 2009 abgerissen.